# Lema

Lema: «Leges sine moribus vanae», «La ley sin moral es vana», de la Universidad de Pensilvania (Estados Unidos).

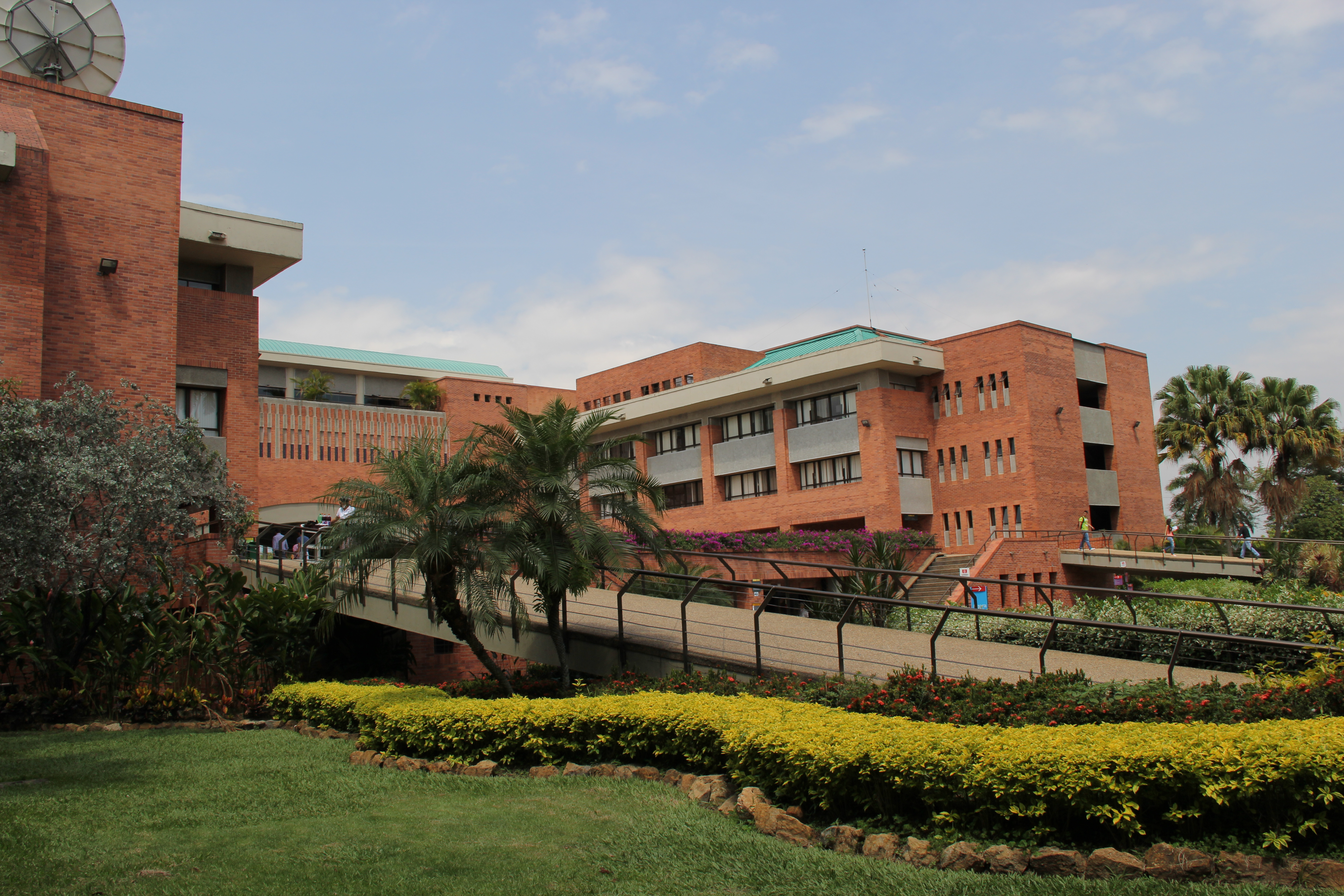
Lema: «Vive el conocimiento, construye tu vida», de la Universidad Autónoma de Occidente (Colombia).

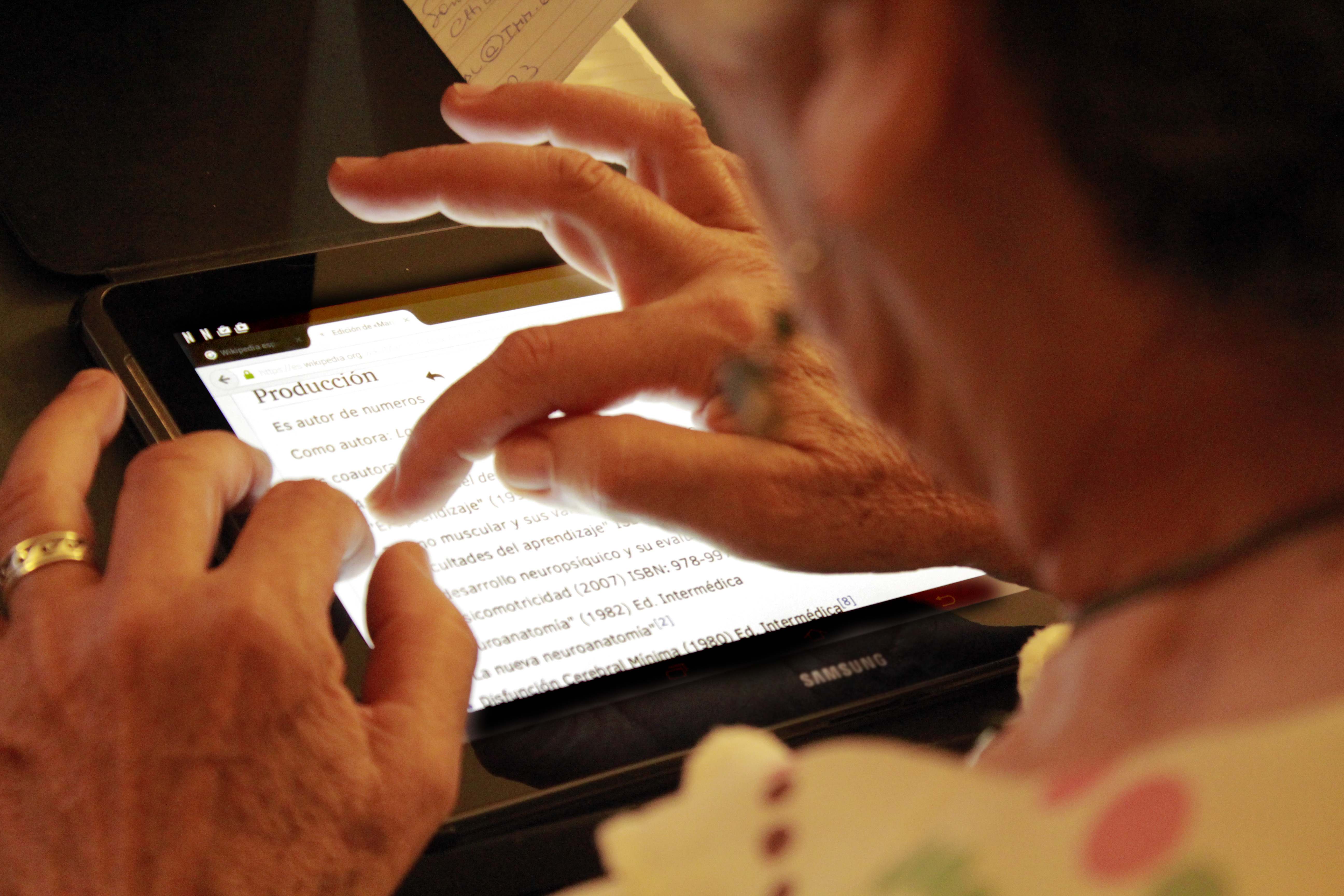
Lema: «Edito, luego existo», consigna del Editatón colectivo de biografías de mujeres uruguayas 2017.

Un lema es una frase que expresa motivación, intención, ideal, y/o que describe la forma de conducta de una persona, de un grupo, de una institución, de un estado, un país, una familia, etc. Un lema puede expresarse en cualquier idioma, pero lo más común es utilizar el latín o la lengua propia del lugar. A veces se utiliza como sinónimo de «lema» la palabra italiana motto.